# Кавлашвили, Шота Дмитриевич
Шота Кавлашвили (груз. შოთა ყავლაშვილი; 28 января 1926 — декабрь 1995) — грузинский советский архитектор, заслуженный архитектор Грузинской ССР (1972), главный архитектор Тбилиси, лауреат Государственной премии СССР в области литературы, искусства и архитектуры (1987), лауреат Государственной премии Грузинской ССР имени Шота Руставели (1981). Почётный гражданин Тбилиси (1985).

## Биография
Окончил архитектурный факультет Тбилисского политехнического института в 1948 году.
С 1950 года работал архитектором в Тбилиси; с 1960 года возглавлял Тбилисский архитектурный семинар; с 1967 года — член Строительно-архитектурного совета Совета Министров Грузинской ССР; в 1968—1970 — главный архитектор Тбилисского метрополитена; с 1970 года главный архитектор и руководитель главного архитектурно-планировочного отдела Тбилиси; 1972—1974 — член Президиума Торгово-промышленной палаты Грузии; 1972—1983 курировал международные выставки, главный художник независимых выставок Грузии. Выставки под его руководством были успешно проведены в Париже, Западном Берлине и Токио; с 1982 года являлся заместителем председателя Грузинской ССР «Самшени».

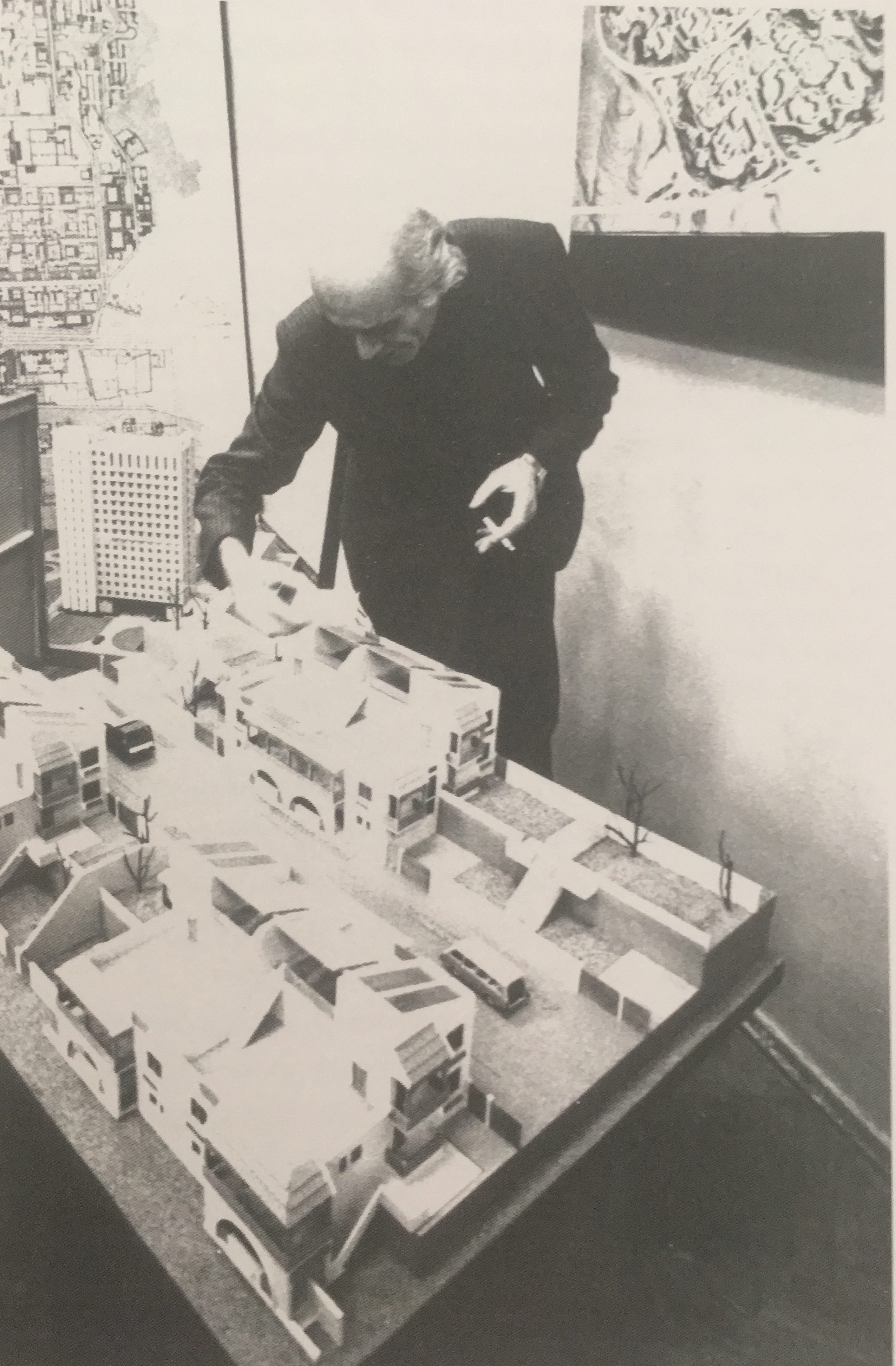
С моделью района Старый Тбилиси. 1980

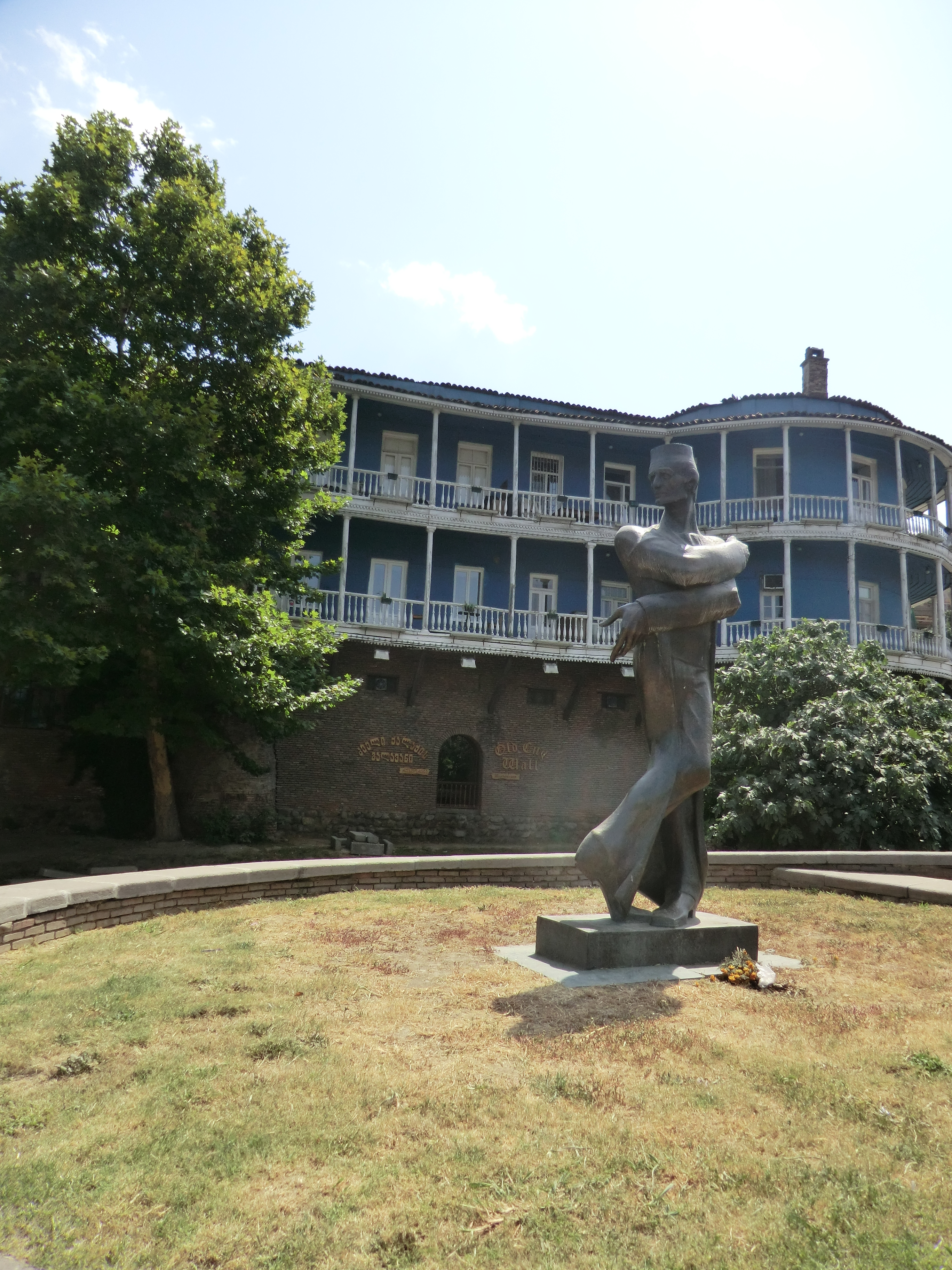
Памятник Кавлашвили на улице Бараташвили

Один из создателей архитектурного облика социалистического Тбилиси (в частности, памятника Ленину на площади Ленина), автор проектов реставрации Старого города, в своей работе пользовался зарисовками Елены Ахвледиани. За воссоздание архитектурной среды старого города получил прозвище «Князь Балконский»
Похоронен в Пантеоне Дидубе.

## Известные работы
Реконструкция Драматического театра имени Шота Руставели (1950)
Памятник В. И. Ленину на Площади Ленина (ныне — Свободы) в Тбилиси (1956, совместно с В. Топуридзе, Г. Мелкадзе, Г. Хечинашвили, К. Чхеидзе, снесён 28 августа 1990 года)
Реконструкция Старого Тбилиси
Мост имени Бараташвили (1965, архитекторы Ш. Кавлашвили, В. Куртишвили)
Памятник Николозу Бараташвили (скульптор Борис Цибадзе)
Сухой мост (1962, капитальный ремонт)
Центральный водно-спортивный комплекс на набережной Куры (совместно с Рамазом Кикнадзе и Гурамом Абуладзе)

## Награды
Государственная премия СССР в области литературы, искусства и архитектуры (1987, с Батиашвили, Георгием Ираклиевичем) за организацию градостроительной среды исторической части Тбилиси

## Память
Памятник Шоте Кавлашвили установлен на улице Бараташвили в Тбилиси
Имя Шоты Кавлашвили с 1996 года носит улица в Тбилиси.